# DJニラ
DJニラ（ディー・ジェー・ニラ、1月14日 - ）は、日本の男性プロレスラー。生年非公開。出身地は2012年5月3日のDDT新潟大会で新潟出身と暴露された。
以前はKAIENTAI DOJOに所属、現在はフリーだが、名鑑などでは「在野」と表現されている。2013年より一時期新潟プロレス所属として扱われていたが、その期間中同団体に参戦したことは一度もない。
リングネームにて「DJ」を名乗っている様に、ギミックのモチーフはクラブDJである。「DJ」とは、ディスクジョッキーの略ではなくデビルジョーカーの略であり、「ニラ」は「バニラ」に由来する。
デビュー以来一貫して団体の最弱キャラのポジションを守っており、因縁を吹っ掛けてはやられ、ユニットを組んでは傲慢に振舞い仲間に愛想を尽かされて解散を繰り返している。その弱さはDRAGON GATE所属のストーカー市川と双璧を成す。話術に優れているため、TV中継のホストも務める。決め台詞は「LOVE IS……OVER」。
2007年4月8日のKAIENTAI DOJO5周年記念大会を最後に現役を引退したが9月5日のマッスル15で突如復帰した。

## 経歴
KAIENTAI DOJOには初期から所属しており、旗揚げ興行前に吉本女子プロレスJd'でK-bloodのマネージャーとしてデビュー。
K-Blood vs Psycho-ship、ロス・クアトロ・タバスコスvsパルプンテ、更に女子3選手（お船、アップルみゆき、山縣優）との抗争など、旗揚げ以来常にお船と抗争してきた。そのためお船引退後は適当な抗争相手が見つからず、本領を発揮できない日々が続いていた。Nudy Raveのマネージャーとして新日本プロレスに乗り込んだこともある。
また、NEO女子プロレスにもレギュラーとして参戦。田辺優とのバーリトゥード戦はNEOでのベストバウトとの呼び声が高い。
2003年12月28日にストーカー市川と「最弱王決定戦」と言う名目で試合を組まれた事もあり、その後は最弱キャラ同士として気が合うところがあるらしく、ハッスルにて1vs2の変則タッグマッチで組んでいる。またストーカー市川とタッグを組み、北斗晶と戦ったが、10秒にも満たずにノーザンライトボムからのピンフォール負けを食らった（両者）。
2004年には全日本プロレスリングアナ木原文人と対戦して連敗。
666では、佐野直と組んでKY行動に出るなど、顰蹙を買っている。
プロレス界では高木三四郎と双璧をなすガンダムオタク。「再びKAIENTAI DOJOの理想を掲げるために！本興行成功成就のために！（会場名）よ！私は帰ってきた！！」など、マイクアピールにもガンダムネタが多い。2010年、デビルジョーカーオペレーションにてユニットを組んでいた矢郷良明によく似た、ヤゴウ・アズナブルの率いるヤゴウ公国軍に参加し、DDTプロレスリング2010年両国大会のリングに上がった。
2010年下期以降はDDTに定期参戦をしている。
2012年にタイで旗揚げされた我闘雲舞にも参戦し、定期参戦している。旗揚げ1周年興行で日本人レスラーとして初めてタイ人（ゴーレム・タイ）に負けるという屈辱を味わった。日本でもE・K・バギーに敗れている。
2015年9月21日、我闘雲舞横浜にぎわい座大会で、里歩が持つIWA三冠統一王座に挑戦して勝利。王座を奪取した。
2019年2月16日、マッスルマニア 2019 in 両国の対アントーニオ本多戦でメインイベントを務めた。

## タイトル歴
- IWA三冠統一王座
- アイアンマンヘビーメタル級王座(第204代、第209代、第875代、第920代、第953代、第959代、第971代、第973代、第991代、第996代、第1007代)

## 得意技
ロケットパンチスピアーの要領で相手に両拳を打ち込む技。相手を口八丁で惑わせたり気を逸らせて放たれることが多い。
DJプレス倒れた相手への背面アタックであるが相手が見えないため、かわされるとダメージのでかいリスキーな技である。
シットダウン式コブラツイスト座っている相手にコブラツイストを仕掛け、横に捻りあげる。川田利明のストレッチ・プラムに似ている技。団体最弱キャラと言われていたが、K-METALリーグではこの技でギブアップを奪い、波乱を巻き起こした。
スモールパッケージホールドDJニラのフィニッシュ技。技をかける前に「スモールパッケージホールド!!」と叫んでから技をかける（本来スモールパッケージホールドは相手の一瞬の隙をついてかける技であり、予告して使う技ではない）
足延髄（ジャンピングローキック）延髄斬りの要領で高く飛び上がり、相手が頭部をガードしたところでガードががら空きになった相手の足へ蹴りを放つ。
シャイニング・ニースタンドシャイニング・ウィザードのように片膝立ち状態の相手の膝に飛び乗って立ち上がり、そのまま全体重をかけ、重みによるギブアップを狙う。
ラ・ビオリラ・マヒストラルのような入りからの、自身が仰向けの状態でブリッジをする形での十字架固め。主なフィニッシャー。
ブラックスワン
コーナーポストに登り、場外の相手に向かって背中から自由落下する。
足4の字固め
自らが足4の字固めをかけられて裏返った状態(相手の足4の字固めを返した状態)に固める。その状態から自らロープブレイクすることもある。
くしゃみ
加藤茶風のくしゃみで相手をひるませる。
ヤマタノオロチ
前後逆に仕掛けるタカタニック。手をついた状態で前屈した相手の背中に相手と同じ向きにまたがり、後方に反り返る勢いで相手を後方に叩き付け外道クラッチに近い体勢で押さえ込む。実況ではサカタニックと呼称。
ビニール傘
凶器として相手に振るわれるほか、収拾がつかなくなった際の切腹用アイテムとしても用いられる。

### 各種DJタイム
（基本）「What time is it now!?」と見得を切りつつ観客と共に「DJターイム!」と叫んでから行う。3以降はなかなか見られない。
DJタイムコーナーの相手に歩いて向かっていき背面アタック
DJタイム2コーナーの相手に前回り受け身の要領でゆっくり前転してからの背面アタック
DJタイム3コーナーの相手に側転してからの背面アタック
DJタイム4ライターに火をつけて突撃（不発）
DJタイムスーパーコーナーの相手に尻から突撃
ファイナルDJタイム奥歯に仕込んだスイッチにより相手もろとも自爆（一度試みるも不発）

## 入場テーマ曲
2011年3月ごろから2016年現在は入場テーマ曲をかけず、突然会場に乱入する。
- 初代:『「ニラ」』（A1-joko）※キングレコード「KAIENTAI DOJO」の隠しトラックに収録
- 二代目:「Get A Dream!」（SLAYD）※「KAIENTAI-DOJO vol.7」に収録（K-METALリーグ戦出場時に使用し、終了後は元のテーマ曲に戻した）。

## メディア出演

### テレビ
- プロレスKING（GAORA）

### ウェブテレビ
- DDT VS サイバーエージェント 路上プロレス-男色死亡遊戯-（2017年12月21日、AbemaTV）全10回[2]

### ラジオ
- 週刊ラジオプロレス（北海道放送）

### CM
- 月刊少年マガジン（講談社）